# بازگشت سوامپ تینگ
بازگشت سوامپ تینگ (انگلیسی: The Return of Swamp Thing) یک فیلم ابرقهرمانی آمریکایی محصول سال ۱۹۸۹ که بر پایهٔ شخصیتی به همین نام از دی‌سی کامیکس ساخته شده‌است. این فیلم به کارگردانی جیم وینورسکی با بازی لوئی ژوردان، هتر لوکلیر، سارا داگلاس، و مونیک گابریل است. که دنباله‌ای بر فیلم سوامپ تینگ (۱۹۸۲) محسوب می‌شود، این قسمت لحن سبک‌تری نسبت به فیلم قبلی خود دارد.